# Prêmio Holweck
O Prêmio Holweck é um prêmio europeu anual de física, concedido conjuntamente pelo Instituto de Física (IOP) e pela Société Française de Physique (SFP). É um dos quatro grandes prêmios da SFP e um dos quatro prêmios bilaterais internacionais do IOP, consistindo em uma medalha de ouro e um valor monetário. O prêmio foi estabelecido em 1945, em memória de Fernand Holweck e outros físicos franceses que foram perseguidos ou mortos pelos naziztas durante a ocupação da França pela Alemanha nazista, de 1940 a 1945. É concedido para trabalho de destaque em física experimental (refletindo o interesse científico de Holweck) ou em física teórica relacionada diretamente à experimentação. O Prêmio Holweck é concedido anualmente de forma alternada a um físico francês e a um físico britânico ou irlandês. Em 1974 dois prêmios foram concedidos, marcando o centenário das duas sociedades. Os laureados incluem diversos Nobel de Física.

## Laureados
- 1946 Charles Sadron
- 1947 Edward Neville da Costa Andrade
- 1948 Yves Rocard
- 1949 Leslie Fleetwood Bates
- 1950 Pierre Jacquinot
- 1951 Thomas Ralph Merton
- 1952 Louis Eugène Félix Néel
- 1953 John Ashworth Ratcliffe
- 1954 Alfred Kastler
- 1955 Nicholas Kurti
- 1956 Jean Paul Mathieu
- 1957 Denys Haigh Wilkinson
- 1958 Anatole Abragam
- 1959 Robert Hanbury Brown
- 1960 Jean Brossel
- 1961 Alfred Brian Pippard
- 1962 Jean-François Denisse
- 1963 Frederick Charles Frank
- 1964 Jacques Friedel
- 1965 Martin Ryle
- 1966 Raimond Castaing
- 1967 Heinrich Gerhard Kuhn
- 1968 Pierre-Gilles de Gennes
- 1969 Alan Howard Cottrell
- 1970 Pierre Connes
- 1971 Dennis Gabor
- 1972 Lionel Solomon
- 1973 Brian David Josephson
- 1974 Philippe Nozières e Antony Hewish
- 1975 Évry Schatzman
- 1976 Harry Elliot
- 1977 Maurice Goldman
- 1978 William Frank Vinen
- 1979 André Blandin
- 1980 David James Thouless
- 1981 René Turlay
- 1982 Raymond Hide
- 1983 Gerard Toulouse
- 1984 Brebis Bleaney
- 1985 Denis Jérome
- 1986 Gareth Gwyn Roberts
- 1988 Peter Hirsch
- 1989 Eric Varoquaux
- 1990 Roger Cowley
- 1991 Alain Aspect
- 1992 Donald Hill Perkins
- 1993 David Ruelle
- 1994 Lawrence John Challis
- 1995 Pierre Léna
- 1996 John Wickham Steeds
- 1997 Jean-Pierre Briand
- 1998 William Gelletly
- 1999 Oriol Bohigas
- 2000 Frank Henry Read
- 2001 Pierre Coullet
- 2002 John Bernard Pethica
- 2003 Catherine Bréchignac
- 2004 Adrian Wyatt
- 2005 Philippe Monod
- 2006 Julia Higgins
- 2007 Jean-Pierre Hulin
- 2008 Denis Weaire
- 2009 Christian Colliex
- 2010 Steven T Bramwell
- 2011 Joël Cibert
- 2012 Helen Gleeson
- 2013 Alexandre Bouzdine
- 2014 Ramin Golestanian
- 2015 Isabelle Ledoux-Rak
- 2016 Zoran Hadzibabic
- 2017 Victor Malka
- 2018 Marina Galand
- 2019 Xavier Garbet
- 2020 Charles Adams
- 2021 Guy Le Lay